# Mitthyridium wallisii
Mitthyridium wallisii là một loài rêu trong họ Calymperaceae. Loài này được Müll. Hal. H. Rob. mô tả khoa học đầu tiên năm 1975.